# Anthology of Tom Waits
Anthology of Tom Waits är ett samlingsalbum släppt av Tom Waits 1984.

## Låtlista
1. "Ol' 55" - 3:55
2. "Diamonds on My Windshield" - 3:10
3. "Heart of Saturday Night" - 3:50
4. "I Hope That I Don't Fall in Love With You" - 3:52
5. "Martha" - 4:26
6. "Tom Traubert's Blues (Four Sheets to the Wind in Copenhagen)" - 6:32
7. "The Piano Has Been Drinking (Not Me)" - 3:37
8. "I Never Talk to Strangers" - 3:37
9. "Somewhere (From West Side Story)" (Bernstein, Sondheim) - 3:50
10. "Burma Shave" - 6:40
11. "Jersey Girl" - 5:08
12. "San Diego Serenade" - 3:25
13. "A Sight for Sore Eyes" - 4:39